# Michelle Goh
Michelle Goh (Singapore, 9 settembre 1973) è un'attrice singaporiana apparsa in diverse produzioni occidentali.

## Biografia
Nei primi anni duemila è attiva in televisione, ottenendo piccole parti in alcune serie televisive, tra cui: Seven Days, Secret Agent Man, Dark Angel, Cold Squad - Squadra casi archiviati, The Immortal, The Chris Isaak Show, MythQuest, Da Vinci's Inquest e altre. Nel 2001 inoltre presenta lo special televisivo The 3rd Annual Leo Awards.
Nel medesimo periodo gira anche alcuni film, tra questi il direct-to-video del 2003 Il vendicatore (Out for a Kill), diretto da Michael Oblowitz, in cui recita al fianco di Steven Seagal. Dell'anno successivo il film per la televisione Creature (Alien Lockdown), diretto da Abram Cox, in cui recita al fianco di James Marshall e John Savage.
Negli stessi anni appare sulle copertine di alcune riviste.
Ultima sua apparizione è nell'episodio del 2005 della settima stagione della serie televisiva Smallville, Episodi di Smallville, in cui impersona la Professoressa Sen, una donna cinese che aiuta Lana Lang e Clark Kent nella ricerca di un oggetto sacro lasciato da un dio onnipotente, che viene però arrestata e uccisa dalle guardie di sicurezza.

## Filmografia

### Cinema
- Mee Pok Man, regia di Eric Khoo (1995)
- Ghoststories, regia di Jeffrey Chiang (1999)
- Il vendicatore (Out for a Kill), regia di Michael Oblowitz - direct-to-video (2003)

### Televisione
- Bu lao chuan shuo - serie TV (1997)
- Seven Days - serie TV, episodio 2x14 (2000)
- Secret Agent Man - serie TV, episodio 1x09 (2000)
- Dark Angel - serie TV, episodio 1x02 (2000)
- Cold Squad - Squadra casi archiviati (Cold Squad) - serie TV, episodio 4x06 (2000)
- The Immortal - serie TV, episodi 1x06-1x10 (2000)
- The Chris Isaak Show - serie TV, episodio 1x15 (2001)
- MythQuest - serie TV, episodio 1x05 (2001)
- Da Vinci's Inquest - serie TV, episodi 4x04-7x01-7x03 (2001-2004)
- Smallville - serie TV, episodi 1x08-4x15 (2001-2005)
- Creature (Alien Lockdown), regia di Abram Cox - film TV (2004)
- Human Cargo, regia di Brad Turner - miniserie TV, episodi 1x01-1x02-1x03 (2004)

## Trasmissioni televisive
- The 3rd Annual Leo Awards (2001) - presentatrice

## Riconoscimenti
- Star Award
  - 1997 – Candidatura come miglior esordiente